# Mateusz Gąsiewski
Mateusz Jacek Gąsiewski, ps. Haribo (ur. 17 listopada 1996 w Warszawie) – polski aktor, filmowy, serialowy, reklamowy i dubbingowy.
Wystąpił w wielu reklamach telewizyjnych. 

## Życiorys
Na dużym ekranie zadebiutował w 2009 rolą Dawida w filmie komediowym Ciacho w reżyserii Patryka Vegi. Zagrał też epizodyczną rolę w historycznym filmie 1920 Bitwa Warszawska (2011).
Jest aktorem serialowym, zagrał w produkcjach, takich jak Pensjonat pod Różą, Magda M., Prawo Miasta, Rodzina zastępcza, Doręczyciel, Plebania, Przystań, Usta usta, Wszystko przed nami, Ojciec Mateusz czy Komisarz Alex. Od 2012 gra Dominika Kamińskiego w serialu Na Wspólnej.
Od 2009 występuje jako aktor dubbingowy – użyczył głosu postaci Rufusa w filmie przygodowym Mikołajek (2009), a także zaśpiewał w polskiej wersji językowej filmu fantasy Alicja w krainie Czarów (2010).
W 2007 był jurorem w programie rozrywkowym dla dzieci TVP2 Mini szansa.
Gąsiewski występuje także w reklamach. Pierwsze pojawienie się w reklamie odnotował w 2006 roku, gdzie zareklamował znane żelki Haribo, co już w wieku szkolnym stało się jego przydomkiem. Gąsiewski pod pseudonimem Haribo został także przedstawiany na galach Fame MMA oraz High League.

## Życie prywatne
Ma trójkę młodszego rodzeństwa: siostry Wiktorię i Nicolę oraz brata Oskara.

## Filmografia

### Filmy
- 2009: Ciacho jako mały Dawid
- 2011: 1920 Bitwa Warszawska jako chłopak – ochotnik do wojska

### Seriale
- 2006: Pensjonat pod Różą jako Antoś Adamek, syn Izy i Jerzego (odc. 108 Prawo dziecka..., odc. 109 Prawo dziecka)
- 2006–2007: Magda M. jako Kuba Waligóra, syn Karoliny i Wiktora
- 2007: Prawo miasta jako Mariusz Śmigiel, syn Jarka (odc. 6, 8, 9, 10)
- 2007: Rodzina zastępcza jako chłopiec w kafejce internetowej „M@jka Cafe”
- 2009: Doręczyciel jako chłopiec (odc. 11 Lekcje przedmałżeńskie)
- 2009: Plebania jako bramkarz (odc. 1402)
- 2009: Przystań jako Rafał Bieliński, syn Grzegorza
- 2010: Usta usta jako Adam Dawidzki w dzieciństwie (odc. 6)
- od 2012: Na Wspólnej jako Dominik Kamiński
- 2012–2013: Wszystko przed nami jako Adrian, kolega Zuzy
- 2013: Ojciec Mateusz jako Elek Wajszczuk (odc. 115 Daleki krewny)
- 2015: Komisarz Alex (odc. 80) jako Jakub Dereń, chłopak Kasi Maj

### Dubbing
- 2009: Mikołajek jako Rufus
- 2010: Alicja w Krainie Czarów – partie wokalne

## Teatr Polskiego Radia
- 2009: Nawigacja nocą, Zyta Rudzka, reż. Małgorzata Bogajewska

## Programy TV
- 2007: Mini szansa (odcinek specjalny: Boże Narodzenie) – juror programu
- 2020: Szansa na sukces (odcinek specjalny: Boże Narodzenie) – uczestnik programu, razem z Wiktorią Gąsiewską.

## Walki freak show fight
W 2021 roku podpisał kontrakt z polską federacją typu freak fight, Fame MMA. Swój pierwszy, debiutancki pojedynek na zasadach MMA stoczył 15 maja 2021 roku na gali Fame 10, która odbyła się w hotelu DoubleTree by Hilton w Łodzi. Rywalem Gąsiewskiego był kontrowersyjny youtuber, Amadeusz „Ferrari" Roślik. Walkę przegrał poprzez techniczny nokaut (ciosy pięściami w parterze) w 2 rundzie.
Drugą walkę stoczył 18 marca 2023 w katowickim Spodku dla innej, konkurencyjnej federacji High League, podczas 6. gali federacji. Przeciwnikiem Gąsiewskiego został Roger Salla. Przegrał ponownie przez TKO, jednak tym razem w pierwszej odsłonie, po tym jak Salla naruszył Gąsiewskiego w stójce ciosem z prawej ręki, a następnie rozbił go ciosami w parterze.